# Križanič
Križanič [krížanič] je priimek več znanih Slovencev:
- Anton Križanič (1847—1926), veleposestnik in politik
- Danica Križanič Müller (*1950), pesnica (gimn. prof. slov. jezika)
- France Križanič star. (1888—1942), gozdarski inž. na Štajerskem
- France Križanič (1928—2002), matematik, univerzitetni profesor, (poljudni) publicist
- Franci Križanič (*1954), ekonomist in politik
- Ivan (Janez) Križanič (1843—1901), teolog in filozof, cerkveni zgodovinar, bogoslovni profesor, stolni dekan
- Terezija (Angelina) Križanič (1854—1937), redovnica, vrhovna prednica kongregacije šolskih sester III. reda sv.Frančiška v Mariboru

hrvaško-srbska oblika priimka je Križanić:
- Juraj Križanić (ok. 1617—1680), rimskokatoliški duhovnik, popotnik, misijonar v Rusiji, panslavist, politični pisec, glasbeni teoretik
- Petar (Pjer) Križanić (1890—1962), srbski slikar in karikaturist